# Ovčarsko-kablarská soutěska

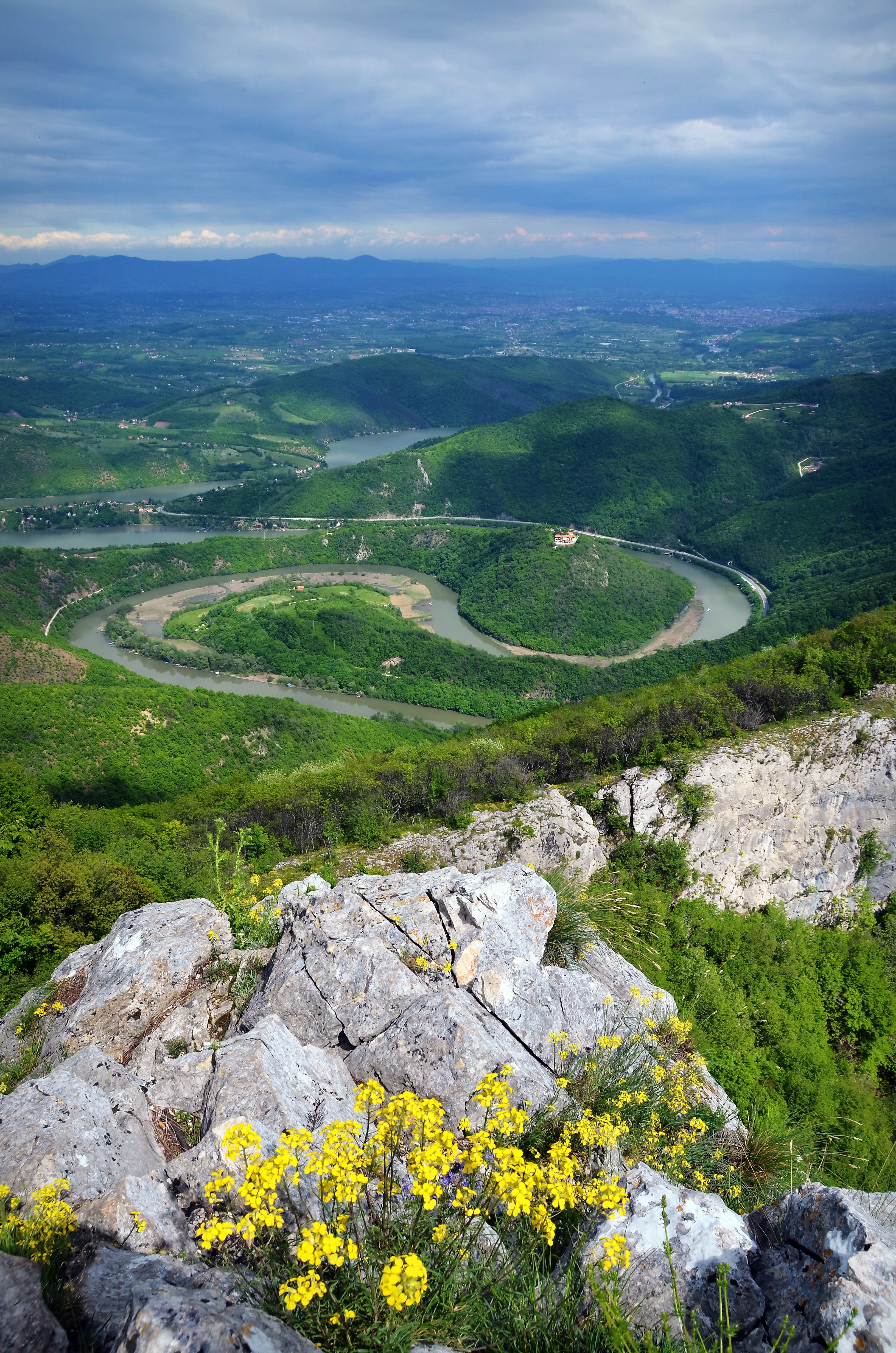
Pohled na soutěsku.

Ovčarsko-kablarská soutěska (srbsky Овчарско-кабларска клисура/Ovčarsko-kablarska klisura) se nachází v západním Srbsku, na horním toku řeky Západní Moravy mezi městy Čačak a Požega. Soutěska, která je dlouhá 16 km, od sebe odděluje hory Ovčar a Kablara. Nachází se v regionu Západního Pomoraví.

## Geologie
Soutěska představuje jedinečný geomorfologický celek. Divoce meandrující řeka Západní Morava protéká údolím se strmými skalními stěnami, které dosahuje hloubky až 710 m. V současné době je soutěska chráněnou přírodní památkou I. kategorie se správou v Čačaku. Údolím je vedena železniční trať a hlavní silnice mezi Užicí a Čačakem. Samotná řeka byla na několika místech (Ovčara a Međuvršje) v polovině 50. let 20. století přehrazena a slouží nyní k výrobě elektrické energie.
Průměrná hloubka soutěsky se pohybuje okolo 550 m. Skály tvoří především prvohorní sedimenty a vápenec. Začíná ze západní strany od Požešské kotliny a pokračuje směrem na východ, po proudu řeky Západní Moravy. Končí několik kilometrů před městem Čačak, kde se hory rozestupují do široké kotliny řeky Západní Moravy. V nejužším místě je soutěska široká pouhých 100 m.

## Lidská činnost
V blízkosti soutěsky se nachází řada pravoslavných klášterů (monastýrů), které se nacházejí na levém i pravém břehu řeky. Celkem několik desítek klášterů představuje památkový komplex, který je na území Srbska jedinečný. Nejstarší z nich byly vybudovány nejspíš v době vlády dynastie Nemanjićů a jsou většinou ženské. Jedenáct klášterů je středověkého původu. Nejnovější byl vybudován v roce 1938 emigranty z Ruska (resp. Sovětského svazu).
V údolí řeky se také nacházejí lázně Ovčar banja, známé v Srbsku podle svých léčivých pramenů. Hydrogeologický průzkum byl v daném místě uskutečněn dvakrát, a to v letech 1978–1983 a 1989–1992. Pomocí vrtů hlubokých 50 m byly nalezena ložiska horké vody o teplotě až 58 °C. Některé z teplých pramenů vyvěrají přímo do řeky Západní Moravy, čímž ji mírně ohřívají. Jiné teplé prameny jsou využívány pro lázeňské účely.